# Physiphora euphorbiana
Physiphora euphorbiana är en tvåvingeart som beskrevs av Nina Krivosheina 1997. Physiphora euphorbiana ingår i släktet Physiphora och familjen fläckflugor. Inga underarter finns listade i Catalogue of Life.